# Sutagao

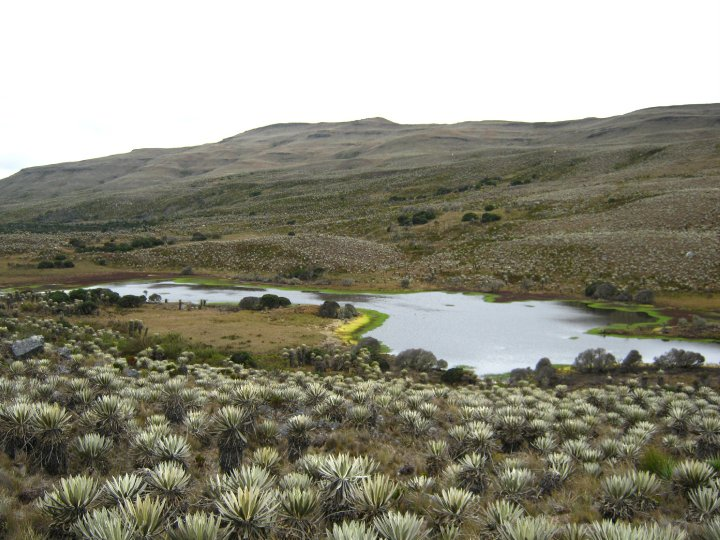
El pàramo Sumapaz, el páramo més gran del món, va ser la llar del Sutagao

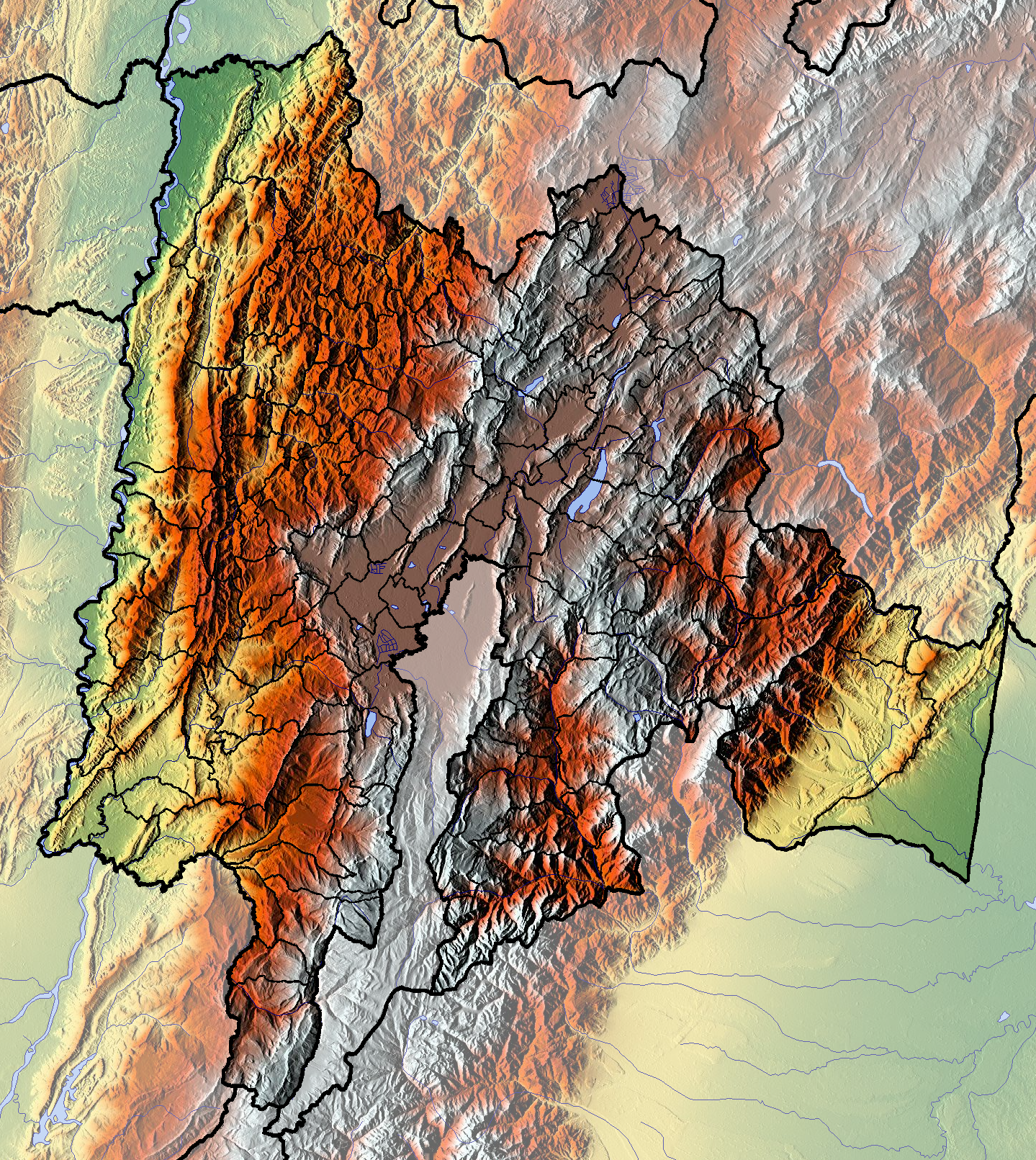
Mapa topogràfic de Cundinamarca.
Els sutagao vivien al sud del departament, inclosa la zona gris del sud de Bogotà; Sumapaz

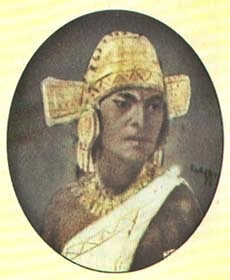
Saguamanchica, zipa dels muisca, cva conquerir els sutagao cap al 1470 a la batalla de Pasca

Els sutagao són un poble indígena colombià de parla txibtxa que vivien a la regió de Fusagasugá, sabana de Bogotà, Cundinamarca, Colòmbia. El coneixement dels sutagao l'ha proporcionat l'erudit Lucas Fernández de Piedrahita.

## Etimologia
El nom sutagao deriva de les paraules txibtxa Su(t)á; "Sol" i gao; "fill"; "Fills del Sol".

### Municipis pertanyents als territoris de Sutagao
El Sutagao era un grup indígena relativament petit que vivia entre el Páramo Sumapaz Páramo i el riu Pasca.
| Name         | Departament  | Altitud (m) centre urbà | Mapa |
| ------------ | ------------ | ----------------------- | ---- |
| Fusagasugá   | Cundinamarca | 1756                    |      |
| Arbeláez     | Cundinamarca | 1417                    |      |
| Pandi        | Cundinamarca | 1600                    |      |
| San Bernardo | Cundinamarca | 1600                    |      |
| Venecia      | Cundinamarca | 1423                    |      |
| Cabrera      | Cundinamarca | 2560                    |      |
| Sumapaz      | Cundinamarca | 3500                    |      |

## Història
Abans de la conquesta espanyola, els dutagao estaven en conflicte amb els Muisca al nord-est. El zipa Saguamanchica va conquistar els sutagao cap al 1470 quan el cacic dels Sutagao va perdre la batalla de Pasca. El conquistador Hernán Pérez de Quesada, germà de Gonzalo Jiménez de Quesada va sotmetre els sutagao al nou domini de Nova Granada.
Els Sutagao van habitar la regió fins que Bernardino Albornoz va fundar una nova ciutat entre el 5 i el 13 de febrer de 1592. Durant la visita de Miguel de Ibarra hi havia 759 indígenes residents a Fusagasugá. Quan Aróstequi hi va arribar al febrer de 1760, la població indígena havia disminuït a 85, i hi havia 644 nous colons dividits entre 109 famílies.